# إيليزا كامبل
إيليزا كامبل (بالإنجليزية: Eliza Campbell)‏ (16 مايو 1995 في أستراليا - ) هي لاعبة كرة قدم أسترالية في مركز حراسة المرمى. شاركت مع منتخب أستراليا تحت 17 سنة لكرة القدم للسيدات ومنتخب أستراليا الوطني لكرة القدم للسيدات تحت 20 سنة ‏. أما مع النوادي، فقد لعبت مع Newcastle Jets FC (W-League) ‏ وMedkila IL ‏.

## وصلات خارجية
- إيليزا كامبل على موقع قاعدة بيانات كرة القدم.إي يو (الإنجليزية)